# Tegenaria zagatalensis
Espèce
Tegenaria zagatalensis est une espèce d'araignées aranéomorphes de la famille des Agelenidae.

## Distribution
Cette espèce est endémique d'Azerbaïdjan. Elle se rencontre dans la réserve de Zagatala (es)

## Description
La femelle holotype mesure 5,35 mm.

## Étymologie
Son nom d'espèce, composé de zagatal[a] et du suffixe latin -ensis, « qui vit dans, qui habite », lui a été donné en référence au lieu de sa découverte, le district de Zaqatala.

## Publication originale
- Guseinov, Marusik & Koponen, 2005 : Spiders (Arachnida: Aranei) of Azerbaijan 5. Faunistic review of the funnel-web spiders (Agelenidae) with the description of a new genus and species. Arthropoda Selecta, vol. 14, no 2,  p. 153-177 (texte intégral).